# Lisa Marie Abato
Lisa Marie Abato (* 23. Dezember 1966 in Long Island) ist eine ehemalige US-amerikanische Pornodarstellerin, die unter dem Namen Holly Ryder bekannt wurde. Nach ihrer zwei Jahre umfassenden Karriere in der Pornoindustrie wurde sie eine Anti-Porno-Aktivistin.

## Leben
Lisa Marie Abato wuchs als jüngste von fünf Töchtern einer strikt römisch-katholisch erzogenen italienischen Familie in Long Island auf. Sie entfloh diesem strengen Milieu nach Hollywood, wo sie eigentlich DJ werden wollte. Nach zwei Jahren mit Jobs am Existenzminimum entschloss sie sich zu einer Karriere in der Pornoindustrie. Innerhalb von nur drei Jahren spielte sie als Holly Ryder in mehr als 200 Filmen mit. Zunächst trat sie als normale Darstellerin auf, doch mit der AIDS-Epidemie in den 1990ern, die auch die Pornoindustrie betraf, trat sie ab Ende der 1991er nur noch in sogenannten „Speciality Videos“ auf, in denen Bondage statt Geschlechtsverkehr gezeigt wurde.
Im Dezember 1992 gelang ihr der Absprung aus der Sexindustrie. Sie gründete die Holly Ryder Foundation, eine Non-Profit-Organisation, die junge Ausreißerinnen unterstützt und verhindern will, dass diese in der Pornoindustrie landen. 1993 spendete die Organisation 250.000 US-Dollar an die University of California, Los Angeles für eine Studie, die herausfinden sollte, wie Ausreißerinnen am besten geholfen werden kann.
Im selben Jahr sammelte sie unter dem Namen Holly Ryder Commission Unterschriften für ein Referendum gegen ein Urteil des Obersten Gerichtshofs in Kalifornien aus dem Jahr 1988, wonach Sex gegen Geld legal ist, wenn es vor einer Kamera oder vor Live-Publikum ausgeübt wird. Das Vorhaben scheiterte jedoch.